# Baterie de acumulatori

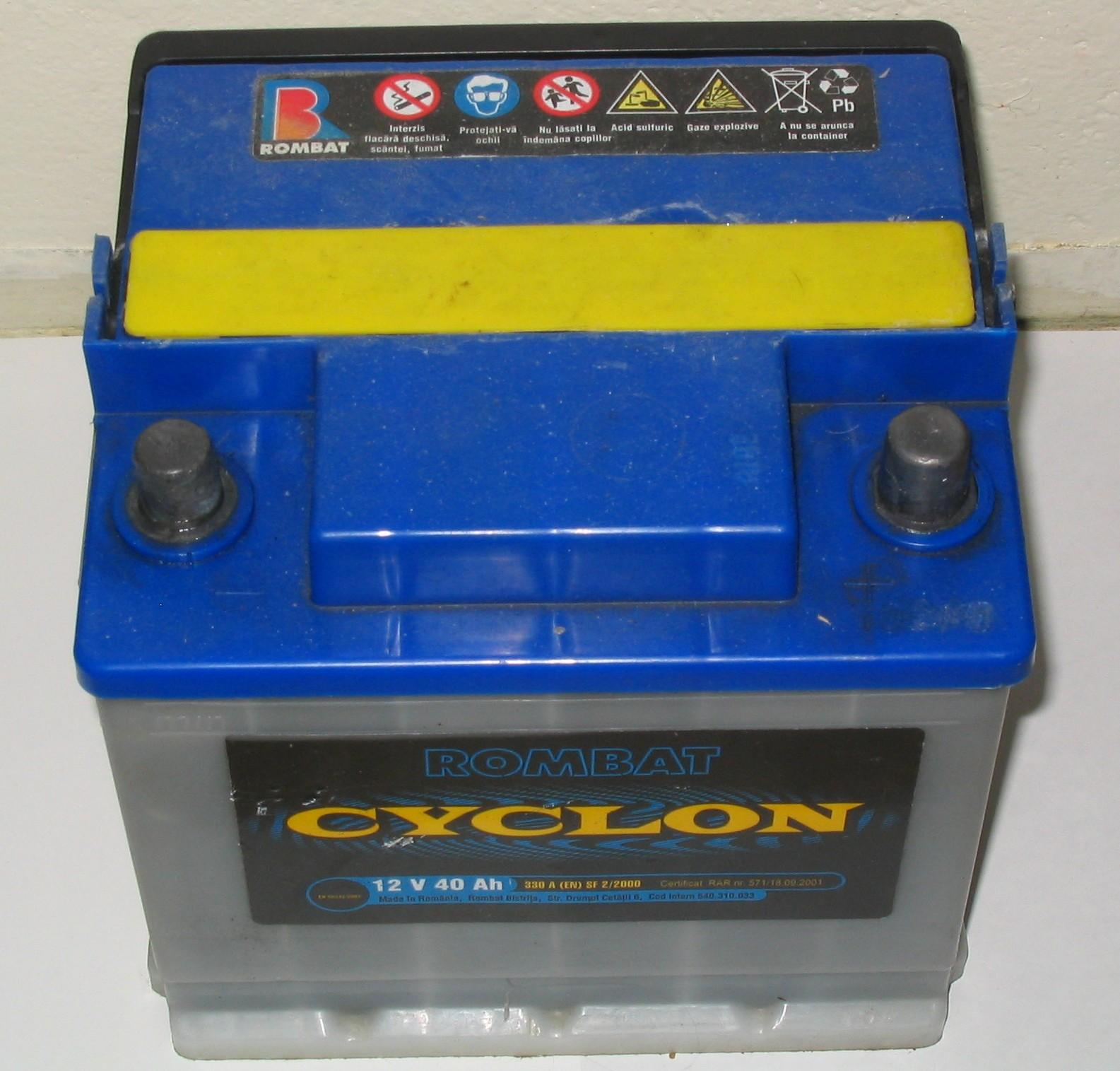
Baterie de acumulatori acidă, cu plumb

Bateria de acumulatori este o sursă de curent electric continuu reîncărcabilă formată din celule electrochimice care înmagazinează energia electrică. Funcționarea sa se bazează pe apariția unei tensiuni electromotoare creată pe baze chimice, obținută prin asocierea în combinații electrod - electrolit a unor materiale diferite din punct de vedere electrochimic. Bateria de acumulatori poate fi acidă sau alcalină. 
Una dintre cele mai cunoscute aplicații este stocarea energiei electrice la bordul autovehiculelor. Acolo o astfel de baterie se leagă electric în paralel la o sursă de curent, care poate fi un generator electric de curent (dinam sau alternator) sau o pilă de combustie). Când motorul unui vehicul este pornit bateria este încărcată de generator, astfel fiind compensată descărcarea bateriei prin alimentarea sistemului electric al autovehiculului.
Chiar și vehiculele electrice, atât cele cu baterie, cât și cele hibride (în orice variantă), sau cu pile de combustie au acumulatori care are rolul de a stoca provizoriu energia electrică.
Varianta comună folosită la vehiculele echipate cu motoare cu ardere internă sunt bateriile cu plumb, iar pentru vehiculele electrice și cu pile de combustie cele cu litiu.

## Istoric
Primele automobile nu aveau baterii, sistemul lor electric fiind limitat sau inexistent, farurile alimentate cu gaz, iar motorul se pornea cu manivelă. Din anii 1920 a început folosirea bateriei la automobile, odată cu echiparea cu demaror electric. Bateria sigilată, care nu necesită completarea cu apă, a fost inventată în 1971.

## Structură
O baterie acidă cu plumb este formată din 6 celule de tip umed, furnizând fiecare 2,1 V, alcătuite dintr-un grătar de aliaj de plumb umplut cu plumb spongios (catodul) sau învelit cu dioxid de plumb (anodul).

## Specificații
Caracteristicile unei baterii sunt, printre altele, dimensiunile, capacitatea de stocare in amper oră, curentul electric care poate fi furnizat în anumite condiții etc.

### Format
Bateriile pot fi grupate după dimensiuni, tipurile și poziționarea terminalelor și modul de montare.

### Amperi-oră (Ah)
Capacitatea de stocare a cantității de electricitate este de câteva zeci de amper oră, de exemplu 45 Ah.
Teoretic o baterie de 100 Ah ar putea furniza un curent de 5 A timp de 20 h menținând totodată o tensiune de minim 10,5 V, dar relația dintre capacitatea Ah și ritmul de descărcare este neliniară, crescând ritmul descărcării capacitatea scade.

## Uz, mentenanță și anomalii in funcționare

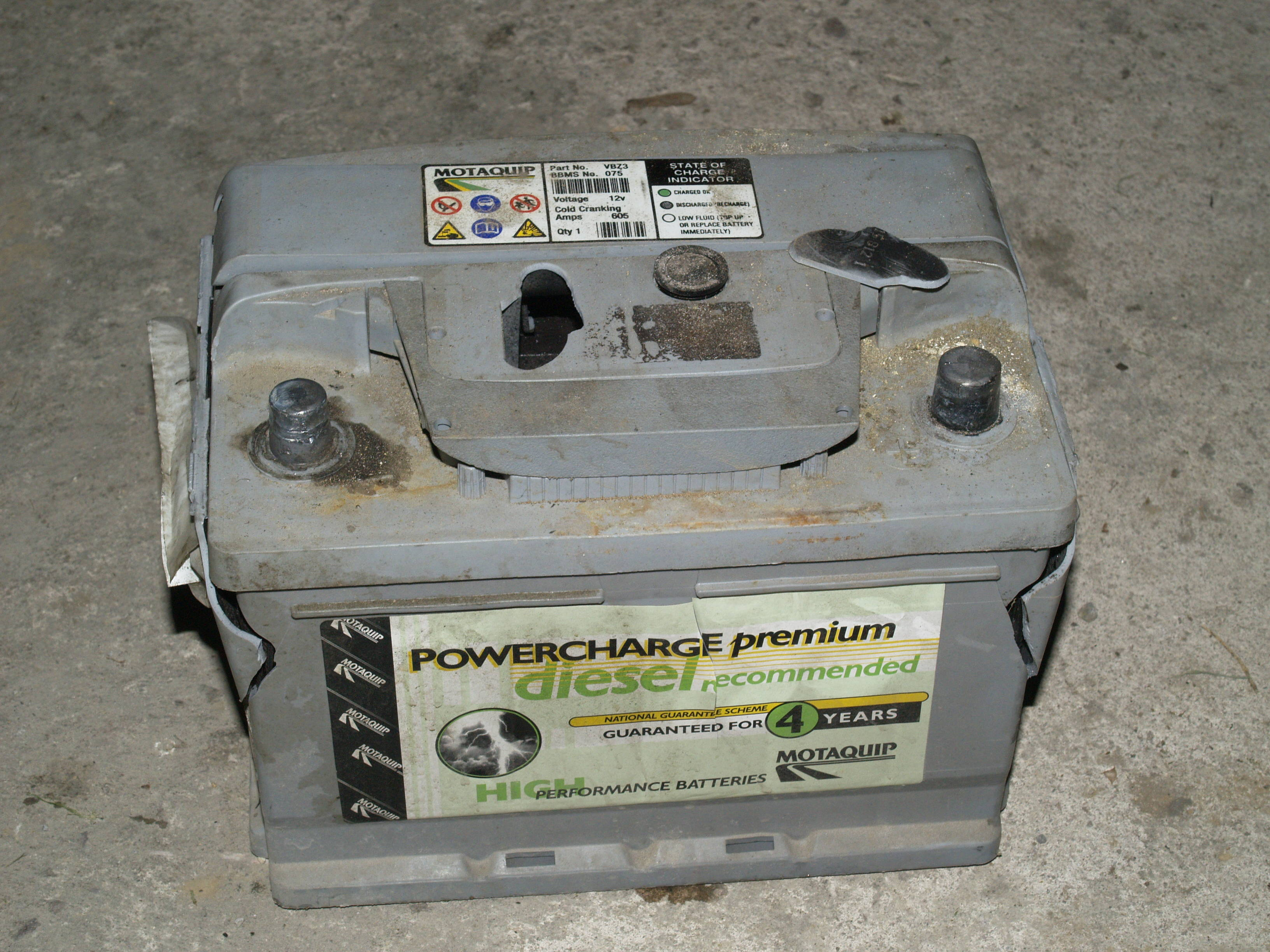
O baterie de acumulatori acidă cu plumb după ce a explodat

Orice sistem de baterie cu acid și plumb, atunci când este supraîncărcat, va produce hidrogen gazos prin electroliza apei. Dacă rata supraîncărcării este mică, orificiile de ventilație din fiecare celulă permit degajarea de gaze. Cu toate acestea, la o supraîncărcare mare sau în cazul unei ventilații necorespunzătoare, sau dacă bateria este defectă, cantități de hidrogen pot rămâne în celulă sau în interiorul bateriei formând amestecuri explozive cu oxigenul din aer. O scânteie internă poate provoca explozia hidrogenului și a oxigenului, ceea ce va duce la deteriorarea bateriei și a pieselor din jurul ei, dispersându-se și acid în afara bateriei. Oricine este aproape de baterie și dacă capota motorului este deschisă poate fi rănit.

## Acumulatorul cu plumb
Acesta conține trei elemente: 
1. lichidul (numit electrolit)
2. electrodul pozitiv format din PbO2
3. electrodul negativ format din Pb

Funcționarea se face pe baza unor reacții chimice reversibile.
(+) PbO2 + H2SO4 +2H  →← PbSO4 + 2H2O
(-) Pb + H2SO4 + O  →← PbSO4 + H2O
La reacțiile între substanțele solide cum ar fi Pb și PbO2 și substanțele lichide cum sunt H2SO4 și H2O rezultă sulfat de plumb (PbSO4) care se depunde sub formă de cristale fine de culoare albă pe electrozi (sulfatare). A doua substanță care rezultă este apa. 
Se observă astfel că se consumă H2SO4 și rezultă H2O, de aceea se adaugă electrolit pentru creșterea concentrației de H2SO4.